# Port Baku Towers
Port Baku Towers (рус. Порт Баку Тауэрс) — высотные офисные здания в Баку, совместно с проектами Port Baku residence и The Crescent Development Project являются первым преобразовательным архитектурным объектом, предусмотренным для земель порта, который переносится из центра города в Сумгаит.
Высотки расположились на проспекте Нефтяников города Баку по соседству с морским портом. Комплекс включает две башни — северную и южную — соответственно в 14 и 33 этажа. В зданиях имеются офисы класса «А», торговые площади, международный SPA и оздоровительный центр, рестораны и кафе. Имеется парковка на 1200 автомашин.
Форма самой высокой башни представляет собой трёхгранную призму с треугольным нижним и верхним основанием. За счет этого вид здания сильно варьирует в зависимости от угла его просмотра. При обзоре башни с восточной и западной части города высотка выглядит как плоский прямоугольник; с юга — видны две боковые грани призмы (здания), сходящиеся в её ребро; с севера — закруглённая грань, дающая представление о цилиндрической форме высотки. По мнению сайта skyscrapernews.com, такая форма здания напоминает нью-йоркский небоскреб начала 20 века — Флэтайрон-билдинг. Но в отличие от последнего, верхние этажи южной башни Port Baku постепенно сужаются, что создает некую выпуклость срединной её части. Такое геометрическое решение позволяет уменьшить количество балок на верхних этажах, что придает стеклам здания устойчивый синий оттенок, высокую отражательную способность днем, кристальную прозрачность ночью.

## Галерея
- Общий вид на комплекс, слева на право гостиница «Апшерон» (Mariott Baku), Port Baku residence (три здания), Port Baku towers (самое высокое здание комплекса из стекла)
- Верхняя часть южной башни
- Макет башни в Культурном центре Гейдара Алиева
- Здание спортивного клуба «The Club Port Baku»